# Polizeiruf 110: Wasserwege
Wasserwege ist ein Fernsehfilm aus der Krimireihe Polizeiruf 110. Der vom rbb produzierte Beitrag ist die 415. Polizeiruf 110-Episode und wurde am 13. Oktober 2024 im Ersten ausgestrahlt. Es ist der fünfte Fall von Kriminalhauptkommissar Vincent Ross.

## Handlung
Sara Osiecka, eine polnische Studentin an der Hochschule für nachhaltige Entwicklung Eberswalde, wird in einem Kanu am Ufer des Finowkanals bei Eberswalde tot aufgefunden. Was auf den ersten Blick wie ein tragischer Unfall wirkt, entpuppt sich schnell als möglicher Mordfall. Die Kommissare Vincent Ross und Karl Rogov übernehmen die Ermittlungen und folgen den Spuren der jungen Frau entlang der historischen Wasserstraße.
Im Verlauf der Ermittlungen stoßen die Beamten auf ein komplexes Geflecht aus Umweltaktivismus, persönlichen Konflikten und wirtschaftlichen Interessen. Sara engagierte sich in ökologischen Projekten und geriet dabei offenbar mit verschiedenen Personen in Konflikt. Die Nachforschungen führen Ross und Rogov tief in die lokale Gemeinschaft, wo sie auf verdrängte Wahrheiten und alte Geheimnisse stoßen.

## Hintergrund
Der Film wurde vom 10. April 2024 bis zum 14. Mai 2024 in Eberswalde, Hohensaaten, Potsdam und Berlin gedreht.

## Produktion
Die Produktion erfolgte durch DOKFILM im Auftrag der ARD Degeto sowie des Rundfunk Berlin-Brandenburg (rbb). Regie führte Felix Karolus, das Drehbuch stammt aus einem Writer's Room mit Seraina Nyikos, Lucas Flasch, Mike Bäuml und Felix Karolus.
Die Dreharbeiten fanden vom 10. April bis 14. Mai 2024 statt und wurden an mehreren Orten durchgeführt, darunter die Hochschule für nachhaltige Entwicklung Eberswalde, das Schiffshebewerk Niederfinow, der Hafen und die Innenstadt von Eberswalde sowie Hohensaaten, Potsdam und Berlin. Verantwortlicher Produzent war Frank Schmuck, die redaktionelle Betreuung übernahmen Daria Moheb Zandi (rbb) und Birgit Titze (ARD Degeto).

## Einschaltquoten
Die Erstausstrahlung von Wasserwege am 13. Oktober 2024 wurde in Deutschland von 8,02 Millionen Zuschauern gesehen und erreichte einen Marktanteil von 29,0 % für Das Erste.